# Au (Altenmarkt an der Alz)
Au ist ein Gemeindeteil von Altenmarkt an der Alz im oberbayerischen Landkreis Traunstein. Die Einöde liegt circa 500 Meter nördlich von Altenmarkt und ist über die Bundesstraße 299 zu erreichen.

## Bevölkerungsentwicklung
| Jahr      | 1871 | 1925 | 1950 | 1970 | 1987 |
| Einwohner | 3    | 17   | 28   | 13   | 2    |

## Baudenkmäler
Siehe auch: Liste der Baudenkmäler in Au
- Gutshaus, ehemalige Klostermühle